# Culey
Culey is een gemeente in het Franse departement Meuse (regio Grand Est). De gemeente telde 124 inwoners op 1 januari 2022.
De gemeente is deel van de Communauté d'Agglomération Bar-le-Duc Sud Meuse, een samenwerkingsverband tussen 33 gemeenten. De gemeente fuseerde in 1973 met de gemeente Loisey tot de gemeente Loisey-Culey, dat behoorde tot het kanton Ligny-en-Barrois en het arrondissement Bar-le-Duc. In 2014 werd de gemeente weer gesplitst en de twee gemeenten werden op  maart 2015, anders als de voormalige gemeente, ingedeeld bij het kanton Vaucouleurs. Ze bleven wel onderdeel van het arrondissement Bar-le-Duc.

## Geografie
De oppervlakte van Culey bedroeg op 1 januari 2022 11,02 vierkante kilometer; de bevolkingsdichtheid was toen 11,3 inwoners per km².
De onderstaande kaart toont de ligging van Culey met de belangrijkste infrastructuur en aangrenzende gemeenten.

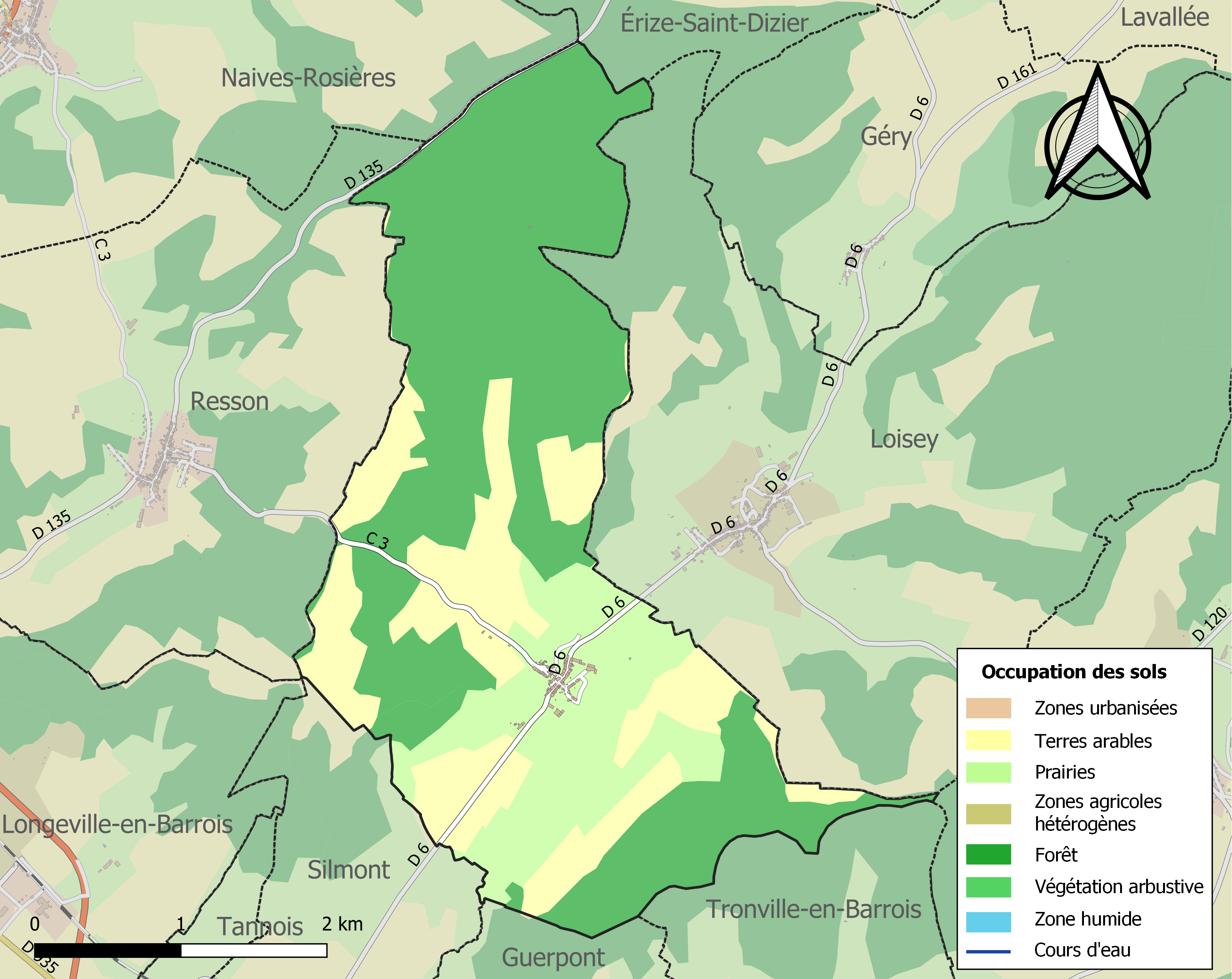

Bovée-sur-Barboure · Boviolles · Brixey-aux-Chanoines · Broussey-en-Blois · Burey-en-Vaux · Burey-la-Côte · Chalaines · Champougny · Culey · Cousances-lès-Triconville · Dagonville · Épiez-sur-Meuse · Erneville-aux-Bois · Goussaincourt · Laneuville-au-Rupt · Loisey · Marson-sur-Barboure · Maxey-sur-Vaise · Méligny-le-Grand · Méligny-le-Petit · Ménil-la-Horgne · Montbras · Montigny-lès-Vaucouleurs · Naives-en-Blois · Nançois-le-Grand · Nançois-sur-Ornain · Neuville-lès-Vaucouleurs · Ourches-sur-Meuse · Pagny-la-Blanche-Côte · Pagny-sur-Meuse · Reffroy · Rigny-la-Salle · Rigny-Saint-Martin · Saint-Aubin-sur-Aire · Saint-Germain-sur-Meuse · Salmagne · Saulvaux · Sauvigny · Sauvoy · Sepvigny · Sorcy-Saint-Martin · Taillancourt · Troussey · Ugny-sur-Meuse · Vaucouleurs · Villeroy-sur-Méholle · Void-Vacon · Willeroncourt